# Spelobia parapusio
Spelobia parapusio är en tvåvingeart som först beskrevs av Dahl 1909.  Spelobia parapusio ingår i släktet Spelobia, och familjen hoppflugor. Arten är reproducerande i Sverige.